# Milac

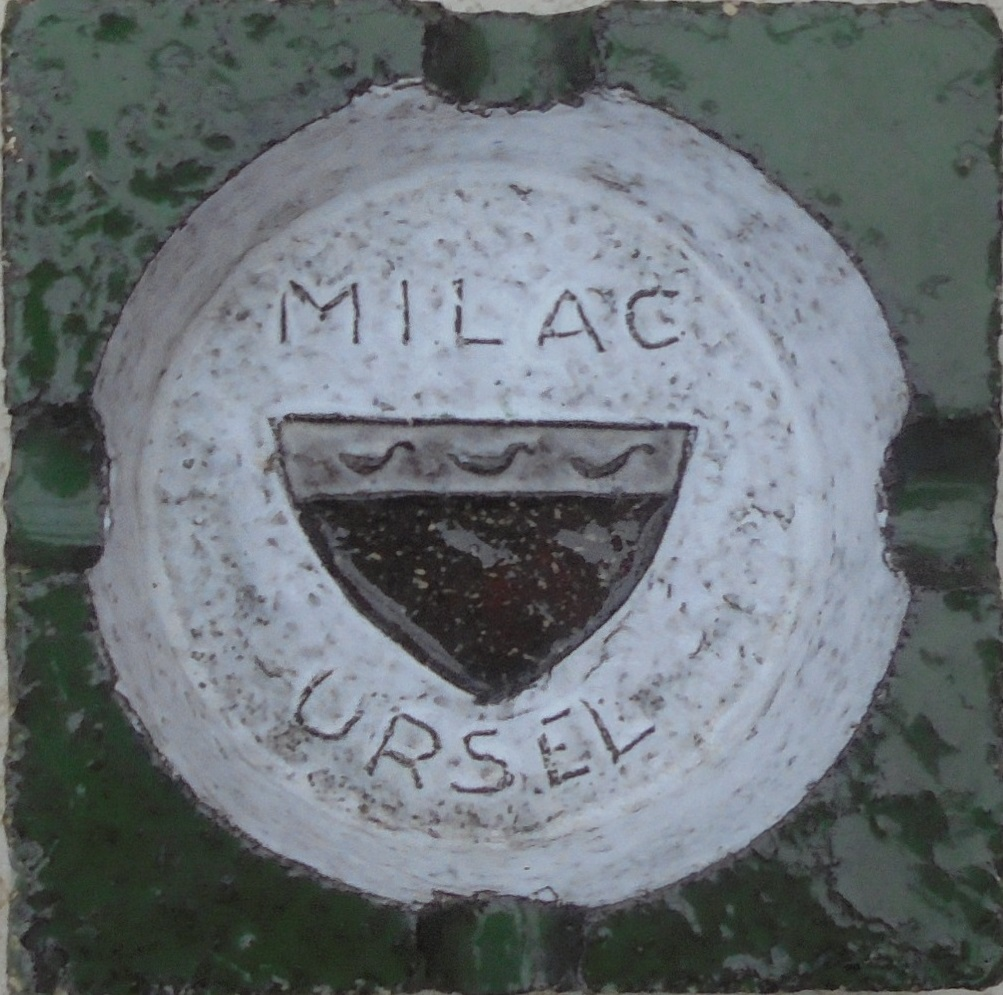
geschenk van de afdeling Ursel in de vorm van een asbak

Milac was de naam van een katholieke vormingsbeweging in het Belgisch leger. Het staat voor Militianen Actie en werd opgericht in 1945 als onderdeel van de Katholieke Actie.
Eigenlijk groeide Milac uit de KAJ-beweging en wilde toekomstige miliciens (dienstplichtigen) beter voorbereiden op hun legerdienst. Kort na de bevrijding duurde de legerdienst nog meerdere jaren, en werden heel wat jongens in Duitsland, ver van huis ingekwartierd. Daarnaast ontwikkelde Milac ook een "kazernewerking". In navolging van Jozef Cardijn werkte men met "Kazerne, Kameraadschap, Kamer" om solidariteit te bevorderen. Men wilde hen ondersteunen op moreel en sociaal gebied, aanvankelijk gericht op de gevaren van het gebrek aan moraliteit in het leger, later ook als vormings- en ontspanningsinitiatieven binnen de kazerne.
Grote bezieler was François ("Sooi") Willems, de latere nationale proost, die kon een beroep doen op een groot aantal vrijwilligers. Hoewel totaal onafhankelijk was er toch meestal een goede samenwerking met de aalmoezeniersdienst van het leger. Onder impuls van Milac werd vanaf 1948 jaarlijks de "week van de soldaat" ingericht, onder meer om ook het "thuisfront" bij de problematiek van de miliciens te betrekken.
Ook een eigen tijdschrift (eerst "Marsch", later "Extra Rantsoen") was een vormings- en bindingsinstrument. Daarnaast verschenen ook de "Milac-cahiers" waar telkens één thema werd in toegelicht. Deze meer technische publicaties moesten vrijwilligers ondersteunen in hun begeleidingswerk in de kazernes, maar ook het thuisfront informeren over de rechten en plichten van de miliciens, onder meer de ingewikkelde -vaak wijzigende- regels van vrijstelling en uitstel van legerdienst.

## Plaatselijke werking
Praktisch in ieder Belgisch dorp was er een Milac-afdeling, waar naast de nationale werking ook ruimte was voor plaatselijke initiatieven. Deze afdelingen organiseerden de geplande vergaderingen maar hielden ook contact met hun eigen miliciens. Zo werden er plaatselijke tijdschriften - veelal Kerk en Leven - opgestuurd naar de dienstplichtigen, die gekazerneerd waren in het toenmalige bezette West-Duitsland. Ten slotte werden er acties ondernomen ter ondersteuning van hun plaatselijke werking.
Met de afschaffing van de verplichte legerdienst in 1994 kwam ook een einde aan Milac. Het archief van de beweging wordt thans beheerd door het KADOC te Leuven.

## Trivia
In Neerpelt is het Sooi Willemsplein naar de bezieler van Milac genoemd.